# Saint-Remy-sous-Broyes
Saint-Remy-sous-Broyes is een gemeente in het Franse departement Marne (regio Grand Est) en telt 97 inwoners (2009). De plaats maakt deel uit van het arrondissement Épernay.

## Geografie
De oppervlakte van Saint-Remy-sous-Broyes bedraagt 7,8 km², de bevolkingsdichtheid is dus 12,4 inwoners per km².
De onderstaande kaart toont de ligging van Saint-Remy-sous-Broyes met de belangrijkste infrastructuur en aangrenzende gemeenten.

## Demografie
Onderstaande figuur toont het verloop van het inwonertal (bron: INSEE-tellingen).